# جاكوب بلانكنشيب
جاكوب بلانكنشيب (بالإنجليزية: Jacob Blankenship)‏ هو منافس ألعاب قوى أمريكي، ولد في 15 مارس 1994.

## وصلات خارجية
- جاكوب بلانكنشيب على موقع الاتحاد الدولي لألعاب القوى (الإنجليزية)
- جاكوب بلانكنشيب على موقع اللجنة الأولمبية والبارالمبية الأمريكية (الإنجليزية)